# Frettemeule
Frettemeule je francouzská obec v departementu Somme v regionu Hauts-de-France. V roce 2012 zde žilo 293 obyvatel.

## Poloha obce
Sousední obce jsou: Bouillancourt-en-Séry, Maisnières, Tilloy-Floriville, Le Translay a Vismes.

## Vývoj počtu obyvatel
Počet obyvatel